# Кедров, Дмитрий Николаевич
Дми́трий Никола́евич Ке́дров (1894, Тамбов — 8 января 1975, Саратов) — советский деятель органов внутренних дел, начальник Саратовской 5-й школы РКМ ГУМ и УР (1932—1936), начальник Омской школы среднего начальствующего состава милиции (1936—1937), полковник милиции.

## Биография
Дмитрий Николаевич Кедров родился в 1894 году в городе Тамбове в русской семье потомственного почётного гражданина. Его дед был священником.
Экстерном окончил реальное училище в Тамбове, затем юнкерское училище.
С 1911 по 1914 годы служил телеграфистом на Рязано-Уральской железной дороге в городе Тамбове.
С 1914 по 1917 годы участвовал в Первой мировой войне в составе 20-го армейского корпуса в чине унтер-офицера. В дальнейшем дослужился до офицерского чина. На 1917 год в чине поручика. Награждён Георгиевскими крестами III и IV степени.
В 1918 году перешёл на сторону РККА, в этом же году принят в члены ВКП(б).
С 1918 по 1925 годы — в РККА на командных должностях. Командир отдельного дивизиона, затем командир 1-го Бухарского имени ЦК БКП кавалерийского полка.
С 1925 года на службе в органах внутренних дел. Участковый уполномоченный, затем помощник начальника отделения милиции в городе Саратове (1925—1926), начальник штаба (командир) военной охраны Рязано-Уральской железной дороги в городе Саратове (1926—1929), старший инспектор административного отдела Нижне-Волжского крайисполкома (1929—1930), управляющий конной базой (1930—1931), инспектор, старший инспектор Нижне-Волжского краевого управления милиции, начальник политчасти Саратовской 5-й школы РКМ ГУМ и УР (1931—1932).
С 1932 по 1936 годы — начальник Саратовской 5-й школы РКМ ГУМ и УР, затем с 1936 по 1937 год — начальник Омской школы среднего начальствующего состава милиции.
В 1937 году направлен в распоряжение Дальстроя НКВД, где проходил службу на должностях начальника управления милиции Дальстроя НКВД в городе Магадане (1937—1940), заместителя начальника УСВИТЛа управления строительства Дальнего Севера НКВД СССР (1940—1941).
С 1941 по 1943 годы — начальник отдела по борьбе с хищениями социалистической собственности и спекуляцией Управления милиции НКВД Казахской ССР. С 1943 по 1950 годы — заместитель наркома внутренних дел Киргизской ССР, затем заместитель начальника УМВД по Астраханской области.
С 1950 года начальник Управления милиции — заместитель начальника УМГБ на Дальнем Севере.
В 1953 году — заместитель начальника УМВД Горьковской области.
В отставке проживал в городе Саратове. Умер в 1975 году в Саратове.

## Оценка деятельности
Современниками Д. Н. Кедров характеризовался в основном с отрицательной стороны. В служебных характеристиках отмечалась его грубость по отношению к подчинённым, нездоровый карьеризм, использование своего служебного положения в личных целях. Подобные характеристики встречаются, как в период службы в Бухарской Красной Армии, так и в период руководства учебными заведениями милиции.
За злоупотребление служебным положением Д. Н. Кедрову объявлялись выговоры, а в ноябре 1926 года последний был судим Саратовским губернским судом за незаконное задержание двух граждан во время работы в милиции, однако был впоследствии оправдан в связи с недоказанностью. В 1941 году с диагнозом «истинная неврастения» отбыл в отпуск «с последующим откомандированием в распоряжение Отдела кадров ГУЛАГ НКВД».
По некоторым данным, был причастен к расстрелам заключённых.

## Награды
Награды Российской империи
- Георгиевский крест III степени
- Георгиевский крест IV степени

Награды СССР
- Орден Ленина
- Орден Красной Звезды (20.09.1943)[4][5]
- Орден Красного Знамени
- Медаль «За трудовое отличие» (01.02.1939)
- Почётная грамота РВС СССР «За мужество, храбрость и решительность в боях против врагов Социалистического отечества» (1927)